# آزادبر
آزادبر روستایی از توابع بخش آسارا شهرستان کرج در استان البرز ایران است.
در گذشته بسیار دور بیشتر مردم، عشایر و کوچ نشین و اکثرا در حال مهاجرت بودند. منطقه آزادبر به لحاظ موقعیت جغرافیایی متصل کننده بیشتر روستا های اطراف به کرج بود و حتی کسانی که از مناطق شمالی کشور قصد عزیمت به کرج را داشتند از آزادبر عبور میکردند. همین امر موجب شده بود منطقه آزادبر به علت داشتن موقعیت جغرافیایی مناسب و امن، با توجه به شرایط جوی حاکم در کشور و آب و هوای خوب، میزبان چندین پارچه آبادی باشد.
البته بیشتر در فصلهای بهار و تابستان در منطقه حضور داشتند و پاییز و زمستان ب علت بارش برفهای سنگین و صعب العبور بودن مناطق کوهستانی به مناطق گرمسیر کوچ میکردند. کم کم با پیشرفت زمان و رشد جمعیت و شیوع بیماریهای واگیر دار، زندگی در چنین منطقه ای سخت و منطقه به مرور زمان خالی از سکنه شد و فقط مردم روستای آزادبر ماندگار شدند. شغل اصلی مردم روستا دامداری و کشاورزی است.

## جمعیت
این روستا در دهستان نسا قرار دارد و براساس سرشماری مرکز آمار ایران در سال ۱۳۸۵، جمعیت آن ۵۷۷ نفر (۱۳۸خانوار) بوده‌است. مردم آزادبر به زبان طبری صحبت می‌کنند.
البته به دلیل شرایط جوی و آب و هوایی در فصل سرما این روستا خالی از سکنه میباشد.